# Louise af Forselles
Louise af Forselles, född 30 september 1850 i Sankt Petersburg, död 25 mars 1934 i Helsingfors, var en finländsk filantrop. Hon var under sin samtid Finlands mest kända gestalt inom kristen välgörenhet. 
Hon var dotter till Arvid Adolf Etholén ingick vid 18 års ålder äktenskap med godsägaren Emil af Forselles. Louise af Forselles medverkade aktivt till grundandet av såväl Frälsningsarmén och Fängelseföreningen som den kvinnliga kristliga studentrörelsen och KFUK. Hon var vice ordförande för den första tvåspråkiga KFUK-föreningen i Helsingfors från dess grundande 1895, den svenskspråkiga KFUK-föreningens ordförande 1906–1931 samt ordförande för Förbundet av Finlands KFUK 1902–1918.